# Чэнсян (цзайсян)
Чэнсян (丞相 chéngxiàng), Цзайсян (宰相 zǎixiàng) — должность премьер-министра или канцлера в монархическом Китае. Основой названия является понятие сян, обозначающее «сопровождение». Соответствует понятию визирь в исламских странах.

## Терминология
В различные эпохи аналогичное понятие выражалось следующими терминами: сянго 相國 (доимперский период, а тж. 196—189 до н. э., династия Хань), шоусян 首相, пинчжан (тунпинчжанши zh:同平章事), фуби 辅弼 (fǔbì) и др. Титул цзайсян широко использовался при династии Тан (en:Chancellor of the Tang Dynasty).
Особенностью использования является возможность разделения министерских полномочий между несколькими исполнителями, а также эволюция терминов. Например, в «Шицзине» обладателями верховных министерских полномочий выступают цинши zh:卿士, однако в поздние эпохи это слово обозначает просто «собрание чиновников»; Чжоу-гун носил титул тайцзай zh:太宰 (будучи как регентом, так и министром), однако уже в эпоху Восточная Чжоу этот титул перестал обозначать предел министерских полномочий — хотя и не исчез.
В эпоху Сун, как правило, существовало два канцлера: старший (цзо, «слева») и младший (ю, «справа»). При этом старшинство не совпадало с полномочиями, так как младший по возрасту чиновник являлся более энергичным и как правило держал в своих руках более значительную часть министерских полномочий.

## Значение
Министерский институт занимал исключительное место в политической культуре Китая — как центральное проявление меритократии, противостоящей аристократическому укладу либо укрепляющей его. C поднятием класса ши в эп. Восточная Чжоу китайские мыслители активно выступают за балансирование монаршей власти компетентным советничеством. Эта идея ярче всего произносится Сюнь-цзы (гл. Ван-ба). Институализация этой идеи проходит сложный путь развития, в котором монарх и министр составляют противоположные полюса: используя даосский идеал «недеяния», сторонники министерской власти стремились к полной делегации власти чиновничьему аппарату, возглавляемому министром; при этом монарху оставлялись исключительно ритуальные функции. Активные монархи, напротив, стремились к абсолютизации собственной власти, оставляя сяну роль глашатая, докладчика и/или надсмотрщика над исполнением указов.
Вместе с территориальным увеличением империи, усложнением государственного аппарата и ростом населения выполнение руководства одним человеком перестало быть возможным. Система государственных экзаменов кэцзюй развилась для создания кадрового резервуара, из которого набирались элитные чиновники для усложнившегося министерского аппарата. В периоды стабильности роль посредников между монархом и гражданской администрацией нередко занимали евнухи, в руках которых зачастую концентрировалась реальная власть. Сложность и драматизм отношений в этом треугольнике власти отразился в китайских династийных историях и литературных памятниках.
Традиционная китайская историография относилась к деятельности «второго человека в империи» с пристальным вниманием. Негативная оценка историков была сопряжена с присвоением ярлыка цзяньчэн 奸臣, «министр-предатель».

## История
Основой формирования министерского института стало существование категории подчинённых, в целом обозначаемой как чэн 臣. Считается, что соответствующая графема развилась как пиктограмма, опирающаяся на изображение глаза и, возможно, предполагающая "надзирательство". В книге И-цзи 益稷 из Шаншу верховному правителю-ди приписывается высказывание, которое Легг переводит как рассуждение о министерской природе: "Кто есть министры? Разве не союзники? Кто есть союзники? Министры!" 臣哉鄰哉！鄰哉臣哉. Тот же классический источник продолжает теоретизирование сентенцией о том, что министры являются "ногами и руками" государя (подобно тому как глаза и уши являются "министрами" разума). Современная синология оспаривает хронологическую достоверность порядка глав Шаншу: не исключено, что И-цзи не является до-Шанским памятником, как то ему приписываетя канонически. Тем не менее, этот текст показывает степень актуальности обсуждаемой темы и по многом определяет направление политической теории имперского периода.
Согласно Мэнцзы, образцом канцлерства является Шунь, который служил государю Яо 28 лет.
Первым исторически засвидетельствованным премьер-министром в истории Китая признаётся Гуань Чжун, получивший пост при дворе Хуань-гуна в царстве Ци. Среди крупных министерских фигур доимперского периода значатся Ли Куй, Шан Ян и Ли Сы. Собственно должность чэнсян впервые в истории Китая была назначена в 309 до н.э.
В институционализации должности канцлера сыграл видную роль Цао Цао (155-220): до него, формальная структура министерского управления определялась т.н. системой сань гун 三公, которая выделяла три министерские должности при монархе. Эта система была известна с эп. Чжоу. При династии Зап.Хань первый министр среди троих назывался цзайсян (см. en:Three Ducal Ministers).
Поворотным пунктом в истории министерского института стало упразднение должности канцлера в 1380, на заре династии Мин. Основатель династии, Мин Тайцзу, известный сильным характером и недоверием к конфуцианским советникам, заменил пост канцлера «верховным секретариатом» 內閣 Nèigé, который состоял из нескольких человек и т.о. поддавался переформированию и др.формам манипуляции.